# Janer Cristaldo
Pour les articles homonymes, voir Cristaldo.
Janer Cristaldo Ferreira Moreira est un écrivain, romancier, essayiste et traducteur brésilien, né en 1947 à Santana do Livramento, dans le Rio Grande do Sul et décédé le 27 octobre 2014 à Sao Paulo. 

## Biographie
Après des études de droit et de philosophie à Porto Alegre, il entame une carrière de journaliste. Puis il fuit la dictature militaire et « le pays du carnaval et du football » et passe plusieurs années en exil, d’abord en Suède, puis en France, où il soutient à la Sorbonne, en 1981, une thèse sur La Révolte chez Ernesto Sábato et Albert Camus. Revenu au Brésil, déçu par la social-démocratie scandinave et par la « France réelle », si différente de la France idéalisée des Lumières et des droits de l'homme, il enseigne quatre ans à l'université de Florianópolis, puis collabore à un grand quotidien de São Paulo. Ces deux expériences professionnelles lui laissent un goût d'amertume.
Auteur de deux romans et de plusieurs essais, Janer Cristaldo est également un traducteur polyglotte : il traduit des œuvres de Maria Gripe et Olof Johansson, de Michel Tournier et  Michel Déon, de  Jorge Luis Borges, Camilo José Cela et José Donoso, et, surtout, toute l’œuvre d’Ernesto Sábato. Accordant à Internet une très grande importance, il fournit des chroniques à plusieurs journaux électroniques et alimente un blog fort fréquenté et souvent source de polémiques, parce qu'il est "politiquement incorrect", refuse la langue de bois et ne mâche pas ses mots.

## Œuvres

### Romans
- Ponche Verde (1986).
- Laputa.

### Essais
- Mensageiros das Fúrias – Uma Leitura Camusiana de Ernesto Sábato.
- Crônicas da Guerra Fria.
- Flechas Contra o Tempo.
- A Vitória dos Intelectuais (2003).
- EleCrônicas.